# Monel
Monel é a denominação de um conjunto de ligas metálicas de alta resistência mecânica e alta resistência à corrosão atmosférica, aos ácidos e álcalis e à água salgada. Têm ponto de fusão bastante elevado, por volta de 2.400°C.
São basicamente ligas de 65-70%Ni (níquel) e 20-30%Cu (cobre), com adição de diversos outros elementos, como ferro, manganês, silício, enxofre, titânio e alumínio, dependendo das propriedades necessárias.
As ligas Monel são utilizadas em substituição aos aços inox em inúmeras aplicações na indústria química, indústria petrolífera, construção naval, etc.